# Die Märchenbraut
Arabela, beter bekend onder de Duitse titel Die Märchenbraut, is een Tsjechisch-Duitse fantasyserie die zich in twee werelden afspeelt; het gewone Mensenrijk en het parallelle universum van het Sprookjesrijk (of Toverrijk). De serie werd in 1979 in Praag opgenomen en in 1980 uitgezonden op de Tsjechische televisie in dertien delen; de West-Duitse nasynchronisatie volgde in 1981 en was medio 1985 bij de VARA te zien onder de Nederlandse titel De Sprookjesbruid. De serie werd ook met succes in de Balkanlanden vertoond en is verkrijgbaar op dvd.

## Plot
Karl Maier, acteur en sprookjesverteller bij de televisie, vindt op een dag een belletje waarmee hij de tovenaar Rumburak uit het Sprookjesrijk oproept; deze beschikt over een ring die wensen vervult en een mantel die het bij dichtknopen mogelijk maakt om op en neer te reizen naar het Mensenrijk. Maier wil leren schieten om zodoende indruk te maken op zijn zoons Peter en Hans. De wens wordt vervuld in het Sprookjesrijk, met als gevolg dat Maier de sprekende wolf van Roodkapje doodschiet.
Rumburak wordt verantwoordelijk gesteld en zelf in een wolf veranderd; maar zodra een heks hem weer tot mens omtovert begint de grote wraakactie. Terwijl de heks de koningin in een duif verandert en haar plaats inneemt begint Rumburak (Kaiser voor het Mensenrijk) een piratenzender waarop hij de gedaante van Maier aanneemt en zijn eigen draai geeft aan de sprookjes. 
De leden van het koningshuis zijn daar niet blij mee omdat het  Sprookjesrijk hierdoor ontwricht raakt. Vigo, de nieuwe hoftovenaar, gaat met de prinsessen Arabella en Xenia naar het Mensenrijk om Maier dringend te verzoeken de juiste vertellingen aan te houden. Dit blijkt een vergeefse waarschuwing, want wanneer het sprookje van Doornroosje een nieuwe wending krijgt door de dievenrol van prins Willibald (met wie Xenia inmiddels getrouwd is) wordt Maier in een teckel veranderd.    
Arabella, de jongste prinses, wordt verliefd op Maiers oudste zoon Peter; Rumburak zit ook achter haar aan en ontvoert haar naar zijn kasteel dat hij deelt met de dwerg Stink, de ridder Stank (die zijn hoofd kan afzetten) en de duivelachtige Stonk. Arabella weet te ontsnappen en gaat met de vliegende koffer naar het Mensenrijk waar ook koning Hyacinth en Vigo zich bevinden. Rumburak, die zichzelf verraadt door de prinses via zijn zender haar plaats te wijzen, zet een achtervolgingsrit op touw met Stonk achter het stuur. Geen van beiden kennen ze de verkeersregels en wanneer ze hun auto in de prak rijden ontwaken ze op de ziekenzaal van de gevangenis met de armen en benen in het gips; ook iets waar ze nog nooit van gehoord hebben. Stonk wordt als eerste vrijgelaten wegens gebrek aan bewijs van medeplichtigheid; hij krijgt de opdracht om Arabella te ontvoeren maar gaat er echter vandoor met de huishoudster Miriam Muller, zijn  toekomstige echtgenote.  
Door een vergissing belandt Peter in het Toverrijk waar hij gedwongen wordt om Xenia's plannen tot modernisering (torenflats en asfaltwegen) te verwezenlijken. Als Xenia zich niet aan haar belofte houdt om te laten gaan zoekt hij zelf de weg terug; toevallig zijn ook z'n kleine broertje Hans en diens vriendinnetje Grietje in het Sprookjesrijk terechtgekomen nadat ze Arabella's tovermiddelen hebben misbruikt. Samen zoeken ze via de zender van Rumburak contact met het thuisfront.
De veranderingen vallen niet in goede aarde bij de bewoners, en nadat een mislukte poging om Xenia's ring te stelen tot ontarming leidt komen ze in opstand; Xenia verandert ze in auto's en vliegt met Willibald en de als koningin vermomde heks naar het Mensenrijk.
Ondertussen is Rumburak na een verplichte scheerbeurt uit de gevangenis ontsnapt met zijn celgenoot Fusek; hij organiseert een inbraak in huize Maier maar wordt teleurgesteld wanneer Fusek niet op tijd terugkeert en zogenaamd niets afweet van de felbegeerde ring. Arabella loopt de inbreker tegen het lijf en herkent meteen de smoking die hij aanheeft; ze zet een val voor hem uit met hulp van een zeemeerman en laat de rest aan de politie over. De heks, die zowel voor koningin als de nieuwe huishoudster speelt, slaagt erin om de ring te ontfutselen en aan Rumburak te geven waarna ze de Maiers met een verrassingsbezoek vereren. 
Rumburak lijkt zich echter niet aan de beloofde winstdeling te houden, want nog voordat de heks de tweede ring heeft gevonden is de tovenaar weer in zijn kasteel waar hij Peter en Arabella gevangen zet in afwachting van hun noodlot (onthoofding in het geval van Peter). Fantomas, Rumburaks aartsvijand uit het Sprookjesrijk voor Volwassenen, wordt ingelicht door de echte koningin die nog steeds in duivengedaante rondvliegt en snelt te hulp. Rumburak lijkt verslagen maar geeft niet op; stiekem reist hij mee naar het Mensenrijk waar hij met de heks een laatste poging onderneemt om te voorkomen dat Arabella haar jawoord geeft aan Peter. Vigo betrapt ze op heterdaad en maakt er voor eens en altijd een einde aan; hij verandert ze in een ijskast en een wasmachine, de huwelijkscadeaus voor Peter en Arabella. Hyacinth, Vigo, Xenia en Willibald gaan terug naar het Toverrijk en laten het belletje achter voor noodgevallen. Waldi, de hond, heeft genoeg van alle toverij; hij begraaft het belletje onder de grond. En dan slaat het noodlot toe; de toch al kapotte boiler geeft er de brui aan. Arabella kan daar niet mee zitten; ze is blij dat ze nu eindelijk een normaal bestaan kan leiden.

## Spin-offs
- In 1985 verscheen er van Rumburak een solofilm waarin hij een eenzaam en gelouterd bestaan leidt als banneling in Praag; overdag als raaf en 's avonds als mens. Via een computer hoopt hij de toverspreuken te vinden die uit zijn geheugen zijn verdwenen.

- In 1993 kwam het echte vervolg; in Die Ruckkehr der Marchenbraut koestert Arabella een kinderwens en belooft Rumburak weer de nodige streken uit te halen. Hoewel de meeste acteurs uit de oorspronkelijke serie meededen werd het succes van toen niet geëvenaard. Vladimír Dlouhý, de acteur die gestalte gaf aan Peter, overleed in 2010 op 52-jarige leeftijd aan longkanker.

- In 2016 keerde Rumburak terug in de film Goblin 2.

- (en)   Die Märchenbraut in de Internet Movie Database